# 徐邈
徐 邈（じょ ばく、熹平元年（172年） - 嘉平元年（249年））は、中国後漢末期から三国時代の政治家。字は景山。幽州燕国薊県の人。子は徐武・女子一人。

## 生涯
曹操が河北を平定した際に見出され、丞相軍謀掾となる。試みに奉高県令を任された後、さらに東曹議令史に遷った。魏が藩国として建国されると、尚書郎となった。当時、禁酒令が施行されていたが、徐邈は酒を飲んで酔い潰れ、職務上の質問に「聖人（清酒の隠語）に当たった」と応答して、曹操の怒りを買った。鮮于輔はこれを「徐邈は慎み深い性格で、たまたま酔っ払って吐いた言葉でしょう」と弁護し、徐邈は法に服したものの、刑罰は免れた。
その後、隴西太守・南安太守となり、曹丕（文帝）の即位後は、譙県令・平陽太守・安平太守・典農中郎将を歴任し、関内侯の爵位を得た。曹丕はかつての徐邈の発言を引いてからかったが、徐邈が機智に富んだ受け答えをしたため、彼を評価し、撫軍大将軍軍師に任命した。
曹叡（明帝）が即位した後の太和2年（228年）、蜀漢との国境地帯である涼州の刺史に任じられ、使持節護羌校尉を兼任した。同年、諸葛亮が魏領への北伐を開始し、天水郡の祁山に侵出すると、これに呼応した隴右三郡（天水郡・南安郡・安定郡）が反乱を起こした。徐邈は参軍と金城太守らを派遣し、南安の叛徒を撃破した。
河右一帯は雨が少なく、常に穀物の欠乏に苦しんでいた。徐邈は塩池を修理して未開の地で穀物を収穫するよう上奏し、また広く水田を開き、貧民を募集して耕作させた。その結果、食糧が充足したため、またそれを金や馬などと交換し、朝廷に納めた。民間の武器を没収する一方で、仁義によって導き、教化を行き渡らせ、人民から心を寄せられた。西域との通交の道を開き、遠方の異民族を入貢させることにも勲功があった。
羌族の柯吾を討伐し、都亭侯となり、300戸の所領を与えられ、建威将軍の軍位を得た。羌族に対しては、僅かな過失には目をつぶる一方で、大きな罪には指導者への告知など手続きを経た上で厳罰に処し、彼らの心服と敬意を得た。賞賜は全て将兵に分け与え、私腹を肥やそうとしなかったため、妻子は衣食にも事欠く状況だった。曹叡はこれを嘉し、随時支給を施した。
正始元年（240年）には大司農、正始2年（241年）には司隷校尉に遷った。この頃、まだ嫁いでいなかった娘のために属官を集め、彼女自身に結婚相手を選ばせた。娘は王濬を選び、彼の元へ嫁いだ。ある事件のため官を辞した後は、光禄大夫に任じられた。
正始9年（248年）4月、司空に推挙されたが、道義と老齢を理由に就任を固辞した。嘉平元年（249年）に大夫の身分のまま、78歳で没した。葬儀は三公の待遇で執り行われ、穆侯と諡された。
嘉平6年（254年）、同じく既に亡くなっていた田豫・胡質と共に、かつての功績と清廉な暮らし振りが評価され、余財を遺されなかったという一族に対し、穀物と銭が給与された。
徐邈は、曹操の時代には洒脱とされ、晩年には狷介と思われていたという。これについて盧欽は、「毛玠・崔琰らが政治を担っていた頃は清廉の士が尊重され、人々は車や服を改めて名声を求めた。この時代にあって徐公（徐邈）は洒脱と思われた。近年、天下は奢侈に流れたが、徐公は平生の態度を変えず、俗人と同調しなかった。これは俗人の恒常性のなさと、徐公の恒常性を示すものである」などと述べ、徐邈を称えている。東晋の袁宏の「三国名臣序賛」（『文選』所収）では魏の9人、蜀の4人、呉の7人が名臣として賞賛されており、その中に名を挙げられている。
小説『三国志演義』には登場しない。